# Jo van Gastel
Johannes Jacobus ("Jo") van Gastel (Tilburg, 5 januari 1887 – aldaar, 5 maart 1969) was een Nederlandse handboogschutter.
Van Gastel was een zoon van Johannes van Gastel, die in 1900 als boogschutter meedeed aan de Olympische Spelen van Parijs, en Anna Deckers. Van Gastel was bankwerker in Tilburg.
Jo van Gastel schoot voor Nederland op de Olympische Spelen van 1920 in Antwerpen. Hij won met het team op het onderdeel bewegend vogeldoel (28 meter) de gouden medaille. Zijn teamgenoten waren Piet de Brouwer, Janus Theeuwes, Driekske van Bussel, Joep Packbiers, Tiest van Gestel, Janus van Merrienboer en Theo Willems.
Hij was aangesloten bij Nooit Volleerd in Tilburg.
Parijs 1900 · 
St. Louis 1904 · 
Londen 1908 · 
Antwerpen 1920 · 
München 1972 · 
Montréal 1976 · 
Moskou 1980 · 
Los Angeles 1984 · 
Seoel 1988 · 
Barcelona 1992 · 
Atlanta 1996 · 
Sydney 2000 · 
Athene 2004 · 
Peking 2008 · 
Londen 2012 · 
Rio de Janeiro 2016 · 
Tokio 2020 · 
Parijs 2024 · 
Los Angeles 2028
Medaillewinnaars 